# 三村千代子
三村 千代子（みむら ちよこ、1903年〈明治36年〉11月12日 - 1974年〈昭和49年〉1月2日）は、日本の女優。本名は牛原 チヨ、旧姓は三村。夫は映画監督の牛原虚彦、長男は同じく映画監督の牛原陽一、孫（陽一の子）は元女優の牛原千恵。堅実で庶民的な女優であり、牛原の監督による『狂へる剣技』での勝見庸太郎との好演や、『二つの魂』など多くの牛原作品への出演、『赤光』での栗島すみ子たちとの競演で知られる。神奈川県横浜市元町出身。

## 経歴
横浜元町の口入屋の孫娘として誕生した。祖母が元芸妓で三味線を得意としており、その影響からか、9歳の頃から新派の高田実一座や村田正雄一座の芝居に、子役として出演していた。
1920年（大正9年）に松竹キネマ合名会社が設立され、松竹蒲田撮影所の監督となった賀古残夢の推薦により、松竹に入社した。初主演は『呪いの巫女』だが、封切が遅れたため、デビュー作は同年の『悪魔の崖』である。映画史家の田中純一郎によれば「舞台出身の割に演技は写実的」と、評価は上々であった。同1920年6月、7作目である『酒中日記』は、田中純一郎により「小柄で派手な顔ではないが、演技力は確か」と評価を受けて、庶民的な女優としての地位を得た。
同時期に映画監督となった牛原虚彦は、千代子の役柄に対する理解力と、それを素早く表現に移す才能に惹かれ、自身の作品の主演女優として起用した。『山へ帰る』では、栗島すみ子との共演で好評を博した。続く『狂える剣技』では、すべてを視覚に頼るサイレント映画であり、千代子の巧みな心理表現でそれを成功させた。
地方ロケ中に牛原が倒れ、千代子が彼を看病したことがきっかけとなり、1922年（大正11年）10月に結婚した。その後も『狼の群』『子供の世界』『漂泊の琵琶師』など、牛原の作品に出演し続けた。性格描写にすぐれ、「涙の名女優」ともいわれた。
1923年（大正12年）に関東大震災で被災し、妊娠中の身で神戸へ避難した。船上で台風に遭い、ずぶ濡れになりながらも、港で「三村千代子だ」と騒がれる一幕もあった。
1924年（大正13年）に、長男の陽一が誕生した。その後は徐々に女優としての活動を縮小し、1927年（昭和2年）の『久造老人』を最後に引退し、家庭に入った。東京の蓮沼で戦災に遭い、世田谷の南烏山に移った。私生活では四男一女に恵まれながらも、内3人が死去する不幸にも見舞われた。
1974年（昭和49年）1月2日、脳溢血により、満70歳で死去した。夫の牛原は当時まで存命であり、長女によれば「亡くなる日まで父と幸せに暮らして居りました」という。墓碑は東京都大田区覚源院にある。

## 親戚
女優の鈴木光枝は、千代子の母方の親戚にあたる。光枝が女学校を退学後、女優になろうと考えて、牛原家を訪ねた。千代子は「光枝が貧乏なら、ひきとって女優にしても良いが、稽古事も習っているような1人娘に辛抱できるような仕事ではない」「芸事が好きなら踊りの師匠にでもなれば良い」と、ひどく説教した。光枝はそれまで何となく女優を目指そうと思っていたものの、このように強い説教を受け、却って女優への決意を新たにしたという。

## 出演

### 映画
- 悪魔の崖（1921年）
- 酒中日記（1921年）
- 山へ帰る（1921年）
- 狂える剣技（1921年）

他、多数